# Paula Montal i Fornés
La Mare Santa Paula Montal i Fornés de Sant Josep de Calassanç (Arenys de Mar, 11 d'octubre de 1799 - Olesa de Montserrat, 26 de febrer de 1889) va ser una religiosa fundadora de la Congregació Filles de Maria, religioses de les Escoles Pies.

## Vida
Paula Montal va néixer un 11 d'octubre de 1799 a Arenys de Mar. No va tenir una infantesa gens fàcil. Va ser la gran de 5 germans del segon matrimoni del seu pare amb Vicenta Fornés. Als 10 anys va perdre el seu pare, fet que va esdevenir un cop molt fort per a ella, i li va fer aprendre el sentit de la responsabilitat. Aquesta situació li va donar molta experiència en el moment d'iniciar-se en la seva obra a favor de la infantesa i, sobretot, de manera especial per la promoció integral de la dona. De petita sospirava per consagrar-se a Déu i ser útil a les ànimes a través de l'educació. Així el 1829 començà el seu apostolat a Figueres amb la seva amiga Agnès Busquets, on creà la primera escola de noies (fins aleshores, l'educació de les nenes havia quedat limitat a la costura).
A començaments del segle xix, a Arenys de Mar, hi havia 10 costures (escoles per a nenes), i Paula Montal va veure la realitat educativa de la dona i les poques possibilitats que tenia per accedir a la cultura. El 1842 tornà a Arenys de Mar per fundar una escola de les mateixes característiques que a Figueres i, finalment, s'edificà l'escola al carrer d'en Cantalagrella núm. 12 (actualment carrer de les Mares Escolàpies). Poc després traslladà l'escola, on s'impartien classes de comerç, a més de música, pintura, labors, etc. sota el lema Pietat i lletres. De l'antic edifici, que al llarg dels anys s'anava adaptant a les noves necessitats i als estudis nous, actualment només en resten la façana i la campana que marcava les hores.
La Mare Paula Montal també va crear escoles a Sabadell, Igualada, El Vendrell, el Masnou i Olesa de Montserrat. De fet, amb la de Sabadell nasqué la congregació dedicada a l'educació Escolàpies Sabadell - Col·legi Sant Josep de Calassanç fundada l'any 1846.
L'any 1859 la Mare Paula Montal va arribar a Olesa de Montserrat, on va realitzar la darrera de les seves fundacions en vida. L'escola era petita i pobra i s'hi van acollir les filles petites dels obrers, a les quals s'admetia de franc, se'ls donava menjar i se'ls proveïa de roba i calçat. A Olesa, la mare Paula va romandre durant 30 anys, fins a la seva mort, el 26 de febrer de 1889.

## Veneració
Les seves despulles reposen sota l'altar de la capella del Convent de les Mares Escolàpies d'Olesa de Montserrat.
A la seva mort el 1889, 308 monges i 28 novícies pertanyien al seu orde, amb 19 centres educatius oberts on s'educava 3.500 nenes. El 1992, n'hi havia 110 de repartits entre Àsia, Amèrica i Europa, amb 36.000 alumnes.
El 28 de desembre de 1988 fou proclamada Venerable pel Papa. El 18 d'abril de 1993 va ser beatificada per Joan Pau II a Roma. El 25 de novembre del 2001 va ser canonitzada pel mateix Papa.